# Ivelina Vassileva
Ivelina Vesselinova Vassileva (en bulgare : Ивелина Веселинова Василева), née le 8 octobre 1969 à Bourgas, est une femme politique bulgare membre des Citoyens pour le développement européen de la Bulgarie (GERB). Elle est ministre de l'Environnement entre 2014 et 2017.

## Biographie

### Parcours politique
Après avoir été adjointe au maire de Bourgas, chargée de la Protection de l'environnement et des Fonds européens, elle est nommée en 2012 vice-ministre de l'Environnement et des Eaux. En 2013, elle est élue députée à l'Assemblée nationale.
Elle devient ministre de l'Environnement et de l'Eau le 7 novembre 2014 dans le gouvernement de coalition centriste du Premier ministre conservateur Boïko Borissov.